# Charles Tilstone Beke
Charles Tilstone Beke (Stepney, 10 octobre 1800-Bromley, 31 juillet 1874) est un explorateur britannique.

## Biographie
Fils d'un marchand de la Cité de Londres, il fait des études de droit à la Lincoln's Inn et devient avocat.
Passionné par l'étude de sujets historiques, géographiques et ethnographiques, il publie en 1834 Origines Biblicae or Researches in Primeval History, où il reconstitue l'histoire des débuts de la race humaine à partir de données géologiques. Il soulève alors une tempête de protestation de la part des défenseurs de la lectures traditionnelles du Livre de la Genèse mais obtient de l'Université de Tübingen le degré de doctorat en reconnaissance de ses travaux.
Consul en Saxe (1837-1838), il décide de partir en Afrique. Il gagne alors l'Abyssinie et Godjam puis visite la vallée du Nil (1840-1843). Le premier à déterminer le cours du Nil bleu, il répertorie les vocabulaires de quatorze dialectes et obtient en Abyssinie la mise en liberté de captifs britanniques.
En 1848, il voyage à Zanzibar. Après avoir tenté d'établir des relations commerciales avec l’Éthiopie par Massaoua (1856), en 1861-1862, il entreprend une expédition commerciale en Syrie, Palestine, Égypte et Soudan.

## Œuvres
Parmi ses nombreuses publications citons :
- (en) « On the Alluvia of Babylonia and Chaldaea », The London and Edinburgh Philosophical Magazine,‎ 1839, p. 426-432 (disponible sur Internet Archive).
- « Abyssinie : Extrait d’une lettre du Dr Beke, datée d’Ankobar, capitale du royaume de Choa », Bulletin de la Société de géographie, Paris, 2e série, vol. 15,‎ 1841, p. 373-376 (lire en ligne). — Lettre datée du 3 mars 1841.
- « Lettre de M. Ch. T. Beke au rédacteur des Nouvelles annales des voyages », Nouvelles annales des voyages, Paris, 2e série, vol. 3,‎ 1846, p. 223-230 (lire en ligne). — Lettre concernant Antoine d'Abbadie d'Arrast et la rivière Godjeb.
- (en) « An Essay on the Nile and its Tributaries », The Journal of the Royal Geographical Society of London, vol. 17,‎ 1847, p. 1-84 (lire en ligne).
- « Lettre de M. Beke adressée au président de la Société de géographie », Bulletin de la Société de géographie, Paris, 3e série, vol. 8,‎ 1847, p. 356-362 (lire en ligne).— Lettre datée du 27 novembre 1847.
- « Sur l’origine des Galla », Nouvelles annales des voyages, Paris, 2e série, vol. 3,‎ 1847, p. 118-119 (lire en ligne).
- « Mémoire justificatif en réhabilitation des pères Pierre Paez et Jérôme Lobo, missionnaires en Abyssinie, en ce qui concerne leurs visites à la source de l’Abaï (le Nil) et à la cataracte d’Alata : première partie », Bulletin de la Société de géographie, Paris, 3e série, vol. 9,‎ 1848, p. 145-186 (lire en ligne).
- « Mémoire justificatif en réhabilitation des pères Pierre Paez et Jérôme Lobo, missionnaires en Abyssinie, en ce qui concerne leurs visites à la source de l’Abaï (le Nil) et à la cataracte d’Alata : deuxième partie », Bulletin de la Société de géographie, Paris, 3e série, vol. 9,‎ 1848, p. 209-239 (lire en ligne).
- (en) « On the Origin of the Gallas », British association for the avancement of science,‎ 1848, p. 1-8 (lire en ligne).
- « Note de M. Ch.-T. Beke sur le cours inférieur du Godjeb », Bulletin de la Société de géographie, Paris, 3e série, vol. 10,‎ 1849, p. 315-317 (lire en ligne).
- « Observations sur la communication supposée entre le Niger et le Nil », Nouvelles annales des voyages, Paris, 2e série, vol. 2,‎ 1849, p. 186-194 (lire en ligne).
- (en) An enquiry into M. Antoine d'Abbadie's journey to Kaffa, in the years 1843 and 1844, to discover the source of the Nile, Londres, J. Madden, 1850, 1re éd., 56 p. (disponible sur Internet Archive).
- (en) An enquiry into M. Antoine d'Abbadie's journey to Kaffa, in the years 1843 and 1844, to discover the source of the Nile, Londres, J. Madden, 1851, 2e éd. (1re éd. 1850), 78 p. (disponible sur Internet Archive).
- (en) « A summary of recent Nilotic discovery », Philosophical Magazine, vol. II,‎ 1851, p. 250-268 (disponible sur Internet Archive).
- (en) « Returning the gold medal of the geographic society of France », Bulletin de la Société Géographique,‎ 1851, p. 1-5 (disponible sur Internet Archive).
- (en) The Sources of the Nile : Being a General Survey of the Basin of that River and its headstreams, Londres, J. Madden, 1860, 15 p. (lire en ligne).
- (en) The French and English in the Red Sea, Londres, Taylor & Francis, 1862, 29 p. (lire en ligne).
- (en) The British Captives in Abyssinia, Londres, Longmans, 1867, 398 p. (lire en ligne).
- (en) Jesus the Messiah, Londres, Trübner & Cie, 1872, 310 p. (lire en ligne).
- (en) Mount Sinai a Volcano, Londres, Tinsley Bros., 1873, 48 p..
- (en) The Late Dr. Charles Beke's Discoveries of Sinai in Arabia and of Midian, Londres, Trübner, 1878, 606 p. (lire en ligne).